# الکساندرا پانکینا
الکساندرا پانکینا (بلاروسی: Александра Юрьевна Панкина؛ ۲ ژانویهٔ ۱۹۷۲ – ) قایقران روئینگ اهل بلاروس بود.
وی در مسابقات کشوری و بین‌المللی در مجموع برندهٔ ۱ مدال برنز شده‌است.